# Kazak férfi jégkorong-válogatott
A kazak férfi jégkorong-válogatott Kazahsztán nemzeti csapata, amelyet a Kazak Jégkorongszövetség irányít. Ázsia egyik legeredményesebb válogatottja Japán mellett.
Kazahsztán 1992 után a Szovjetunió szétesését követően lett független, ekkor alakult meg a kazak válogatott. Először 1993-ban vett részt a világbajnokságon, ahol a C csoportos vb-re sorolták be. 1996-ban nyerték meg a C csoportos vb-t, a következő évben másodikok lettek B csoportban, így 1998-ban már a legjobbak között szerepeltek. Ezt követően vegyesen szerepelnek a főcsoportban és a divízió I-ben. A legjobb helyezésüket 2005-ben érték el, ekkor a 12. helyen végeztek.
A téli olimpián 1998-ban szerepeltek először, a 8. helyen zártak. 2006-ban volt még egy 9. helyük, a többi évben nem jutottak ki az olimpiára.

## Eredmények

### Világbajnokság
- 1993 – 19. hely (C csop., 3. hely)
- 1994 – 24. hely (C csop., 4. hely)
- 1995 – 22. hely (C csop., 2. hely)
- 1996 – 21. hely (C csop., 1. hely)
- 1997 – 14. hely (B csop., 2. hely)
- 1998 – 16. hely
- 1999 – 19. hely (B csop., 3. hely)
- 2000 – 18. hely (B csop., 2. hely)
- 2001 – 21. hely (Divízió I B, 3. hely)
- 2002 – 21. hely (Divízió I A, 3. hely)
- 2003 – 17. hely (Divízió I A, 1. hely)
- 2004 – 13. hely
- 2005 – 12. hely
- 2006 – 15. hely
- 2007 – 21. hely (Divízió I A, 3. hely)
- 2008 – 20. hely (Divízió I A, 2. hely)
- 2009 – 17. hely (Divízió I A, 1. hely)
- 2010 – 16. hely
- 2011 – 17. hely (Divízió I B, 1. hely)
- 2012 – 16. hely
- 2013 – 17. hely (Divízió I A, 1. hely)
- 2014 – 16. hely
- 2015 – 17. hely (Divízió I A, 1. hely)
- 2016 – 16. hely
- 2017 – 19. hely (Divízió I A, 3. hely)
- 2018 – 19. hely (Divízió I A, 3. hely)

### Olimpiai játékok
- 1994 – nem jutott ki
- 1998 – 8. hely
- 2002 – nem jutott ki
- 2006 – 9. hely
- 2010–2022 – nem jutott ki